# Beta Caeli
Beta Caeli (β Cae / HD 29992 / HR 1503) es la tercera estrella más brillante de la constelación de Caelum —el cincel— con magnitud aparente +5,04, después de α Caeli y γ1 Caeli.
Beta Caeli es una estrella blanco-amarilla de la secuencia principal de tipo espectral F3V con una temperatura efectiva de 6856 K. Curiosamente es una estrella muy similar a α Caeli, aunque ligeramente menos caliente que ésta. Su luminosidad, 6,4 veces mayor que la del Sol, y su tamaño, con un radio 1,7 veces mayor que el radio solar, son ligeramente superiores a los de α Caeli; sin embargo, la mayor distancia que nos separa de Beta Caeli, 90 años luz —un 36% más alejada que α Caeli—, hace que su brillo sea menor.
La velocidad de rotación proyectada de Beta Caeli es de 97,5 km/s, casi 50 veces mayor que la del Sol, ya que por tipo espectral está justo por encima de la línea que divide las estrellas que rotan deprisa —como la propia Beta Caeli— de las que lo hacen despacio —como el Sol—. Mientras que el Sol emplea aproximadamente 27 días en completar un giro sobre sí misma, Beta Caeli lo hace en poco más de un día.
Su contenido metálico es un 76% del existente en el Sol.